# Mark Frankel
Mark David Frankel (* 13. Juni 1962 in London, England; † 24. September 1996 ebenda) war ein britischer Film- und Theaterschauspieler.

## Leben
Mark Frankel war der jüngste von zwei Söhnen David Frankels, einem Piloten der Royal Air Force, und dessen Frau Grace. Er genoss eine klassische Schauspielausbildung an der Webber Douglas Academy of Dramatic Art. In einigen in London aufgeführten Stücken fungierte Frankel als Bühnenschauspieler.
1991 erfolgte Frankels Filmdebüt in der Filmbiografie Die junge Katharina, in der er Grigori Grigorjewitsch Orlow verkörperte. Im selben Jahr stand er in Michelangelo – Genie und Leidenschaft als Michelangelo vor der Kamera.
Zwischen 1993 und 1996 waren britische Fernsehserien Frankels Zuhause. So konnte er für die beiden Dramaserien Sisters (17 Episoden) und Fortune Hunter (14) verpflichtet werden.
1996 war er Hauptdarsteller der TV-Serie Embraced – Clan der Vampire. Danach stand er in der Filmkomödie Rosannas letzter Wille ein letztes Mal vor der Kamera.
Er war ab 1991 mit der gebürtigen Französin Caroline Besson, einer Marketingspezialistin, verheiratet. Ihr erster Sohn Fabien wurde 1994, ihr zweiter Sohn Max 1996, wenige Monate nach seines Vaters tödlichem Unfall, geboren. Sein Sohn Fabien ist inzwischen ebenfalls als Schauspieler aktiv.
Mark Frankel verunglückte am 24. September 1996 im Westen der britischen Hauptstadt auf seiner Harley-Davidson. Er wurde nur 34 Jahre alt.

## Filmografie (Auswahl)
- 1991: Die junge Katharina (Young Catherine)
- 1991: Michelangelo – Genie und Leidenschaft (A Season of Giants)
- 1995: Zwei Singles machen noch kein Paar (Solitaire for 2)
- 1996: Embraced – Clan der Vampire (Kindred: The Embraced)
- 1996: Rosannas letzter Wille (Roseanna’s Grave)